# Filmjölk

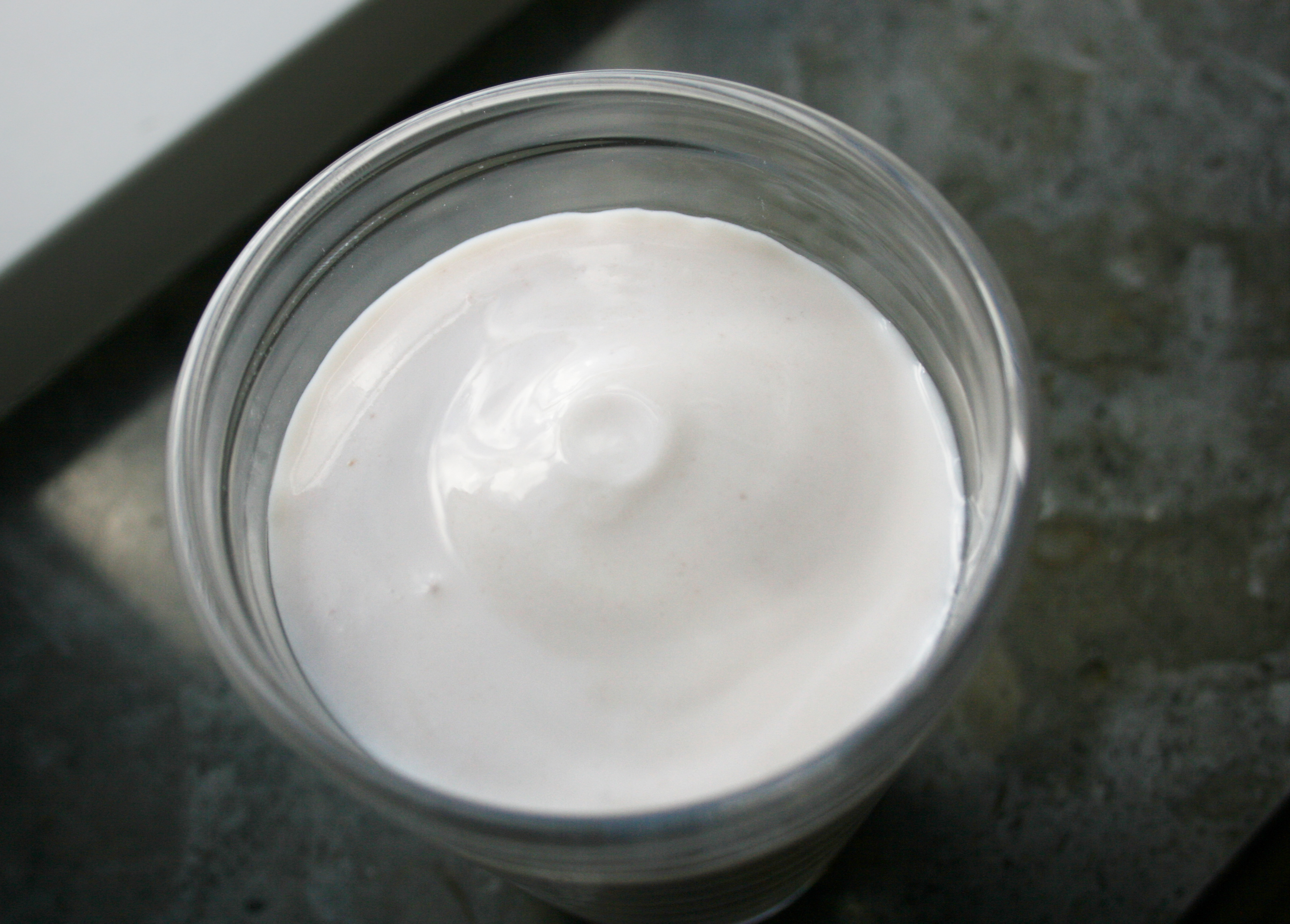
Filmjölk med vaniljsmak i glas

Reklam för filkonsumtion i ett mejeri, 1948.

Filmjölk (ibland förkortat till fil) är samlingsnamnet för ett flertal sorter av trögflytande kulturmjölk i främst Sverige, och framställs genom att komjölk syras. Filmjölk är en viktig del av den svenska matkulturen. Orden filmjölk och fil är kända sedan 1700-talet, även om orden dessutom syftat på andra mjölkprodukter.

## Historia och utbredning

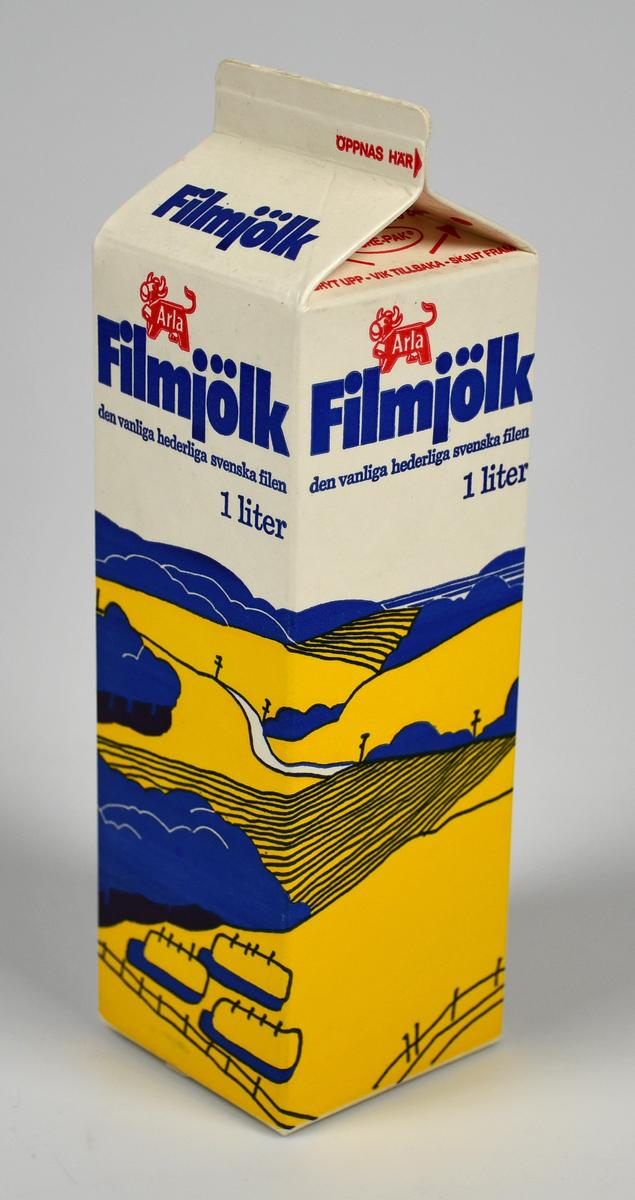
Förpackning för 1 liter filmjölk från Arla under 1960–1970-talen.

Ordet fil har historiskt syftat på olika sorters syrad mjölk, som till exempel filbunke — en rätt som har funnits i stora delar av Finland och Sverige, och som inte är samma sak som dagens filmjölk. Liknande produkter förekommer dock även i övriga Nordeuropa och även på andra håll (i Iran finns till exempel en variant som kallas mast, med långt a). Yoghurt, som påminner om filmjölk, syras med en annan bakteriekultur än filmjölk. I Mellansverige sa man tidigare surmjölk om filmjölk. På norska heter den kulturmelk (nynorska: kulturmjølk), men i dagligt tal säger man surmelk. På Gotland kallade man den förr i tiden för gutniska skyr, vilket är samma ord som används på isländska om en långfilslik produkt, skyr.

## Syrning
Filmjölk har syrats av bakterier av släktena Streptococcus, Lactococcus (en underavdelning av Streptococcus) och Leuconostoc. Bakteriernas metabolism ger mjölken en syrlig smak, och bakterierna gör även att mjölkens proteiner, främst kasein, koagulerar, vilket gör filmjölken trögflytande.

## Servering och varianter
Trots "mjölk" i namnet liknar filmjölk mer yoghurt än mjölk och används ungefär som yoghurt. Filmjölk är mer trögflytande än mjölk och naturell har den en lätt syrlig smak. I butiker finns även filmjölk som är sötad och smaksatt.
Filmjölk är vanligt till frukost i Sverige och äts vanligen i djup tallrik tillsammans med krossat hårt bröd (knäckebröd eller tunnbröd), flingor eller müsli och/eller socker, sylt, äppelmos eller något annat sött som balanserar den syrliga smaken. Vissa strör ingefära eller kanel över filmjölken.
Filmjölk kan även användas vid framställning av hemlagad filbunke, i kalla såser (filsås), och ibland vid matlagning och bakning som exempelvis i smet för amerikanska plättar.
Bryta (bruttu eller bruta) är en norrländsk servering bestående av filmjölk eller vanlig mjölk och ljusugnsbröd eller hårdbröd som bryts ner i filen/mjölken. För att få en lyxigare variant kan man även blanda i sylt. Ofta äts rätten med rökt fläsk. Filmjölk med knäckebröd, tunnbröd eller ljusugnsbröd kallas i delar av Norrland för filbryta eller filbruttu, för att skilja den från vanlig bryta eller bruttu som består av mjölk med bitar av någon av dessa brödsorter. Vill man göra en lyxigare bryta eller bruttu kan sylt tillsättas.

## Långfil
Långfil är en sällsynt sorts filmjölk med mycket tjock konsistens. Den är har framförallt varit populär i Norrlandslandskapen. Den går även under namnet långmjölk. Långfilens bakteriekultur liknar filmjölkens, men den innehåller även Lactococcus lactis ssp. cremoris som sätter ihop mjölkens kolhydrater till långa polysackarider, vilket ger den sega, "långa", konsistensen. Långfil tillverkas i Sverige av Norrmejerier.